# ベースハンター
ベースハンター（Basshunter、本名：ヨーナス・エリック・アルトベリ（Jonas Erik Altberg）、1984年12月22日 - ）は、スウェーデン王国ハッランド県ハルムスタッド生まれのミュージシャン、ディスクジョッキー。身長は約193cm。

## 人物

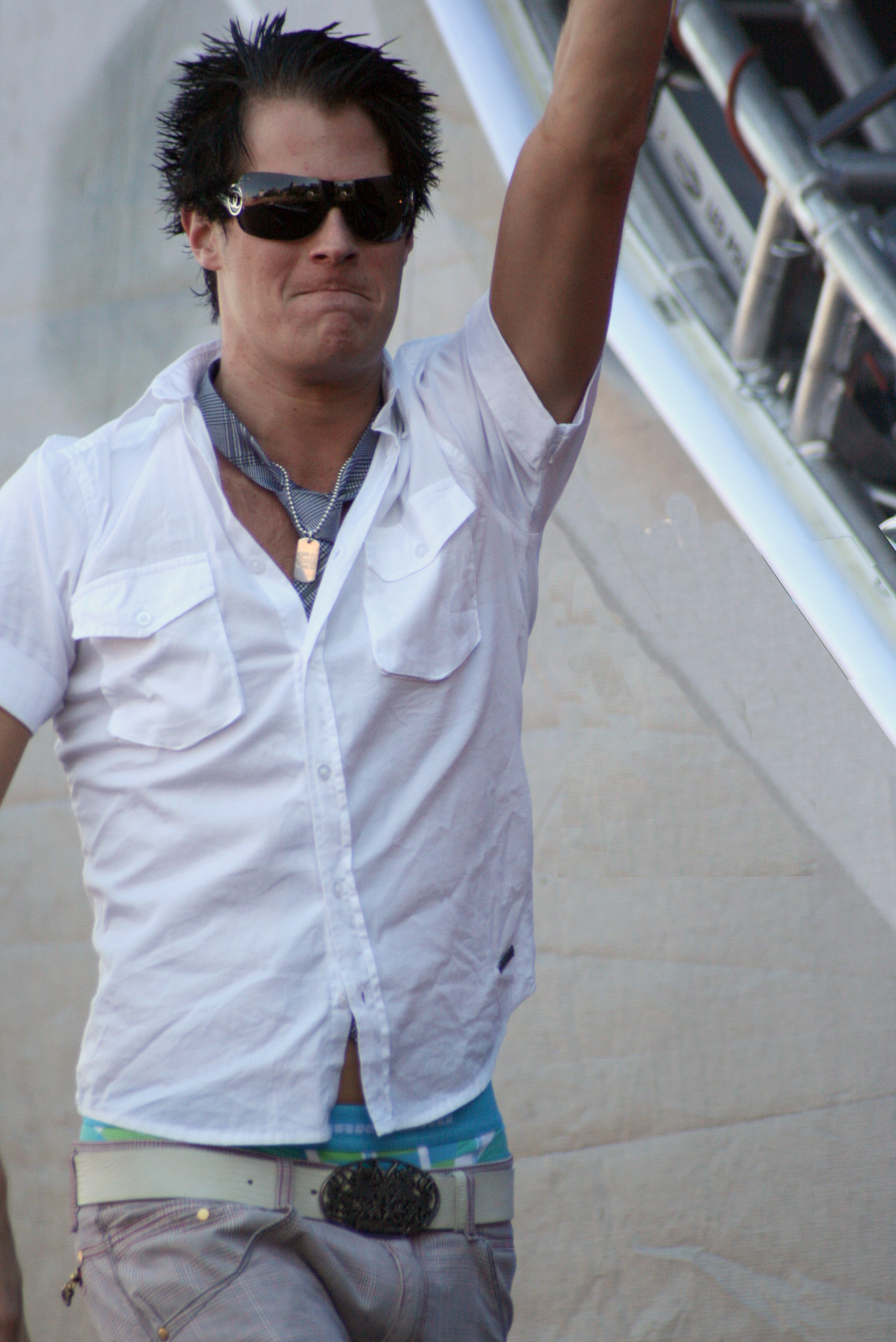
Basshunter (2007)

彼は自分の音楽を「ユーロダンス」と称している。しかし、彼の音楽ジャンルは一般的にはエレクトロというジャンルとして解釈されている。代表曲は「Boten Anna」と「Vi sitter i Ventrilo och spelar DotA」の二つ。「おたくDJ」の異名を持つ。

## 来歴
彼は2001年に音楽製作ソフトのFruity Loops（現FL Studio）で音楽の製作し始め、2004年にははじめてのアルバムを彼自身のホームページを通じて販売をしていた。 数曲がインターネットに広がった後に、彼をDJとして雇いたいとダンスクラブから電話がかかってきた。 2006年4月に、ワーナー・ミュージックと契約し、メジャーデビューを果たす。 その後スウェーデンにて、デビューシングルとして「Boten Anna」をリリース。そしてすぐに大ヒット作となった。「Boten Anna」はオランダのシングルチャートで40位にチャートインした。これはスウェーデン語の歌としては初の快挙である。同時期に英語版をリリースし、イギリスのシングルチャートで第一位を獲得した。彼はMSN メッセンジャーの利用者としても知られており、現在もよく利用しているという。幼少期はトゥレット障害を患っていた（現在は完治）。

## 逸話
「おたくDJ」という二つ名の由来としては、彼はパソコンマニアというほどパソコンに精通しており、MySpaceやDotA Allstarsのファンであるところから。特にDotA Allstarsは、自身の楽曲「Vi sitter i Ventrilo och spelar DotA」のPVにて彼がプレイしているところが映っている。また、「Boten Anna」ではコンピューターソフトを恋人と見立てた内容の詩となっており、彼は「現実の女性よりもパソコンが好き」というジョークを飛ばすほどの濃いPCユーザーであることをうかがわせる。彼がMySpaceのヘヴィーユーザーということもあり、インターネットを媒介に世界の各地に彼の評判が広まった。彼はそれを背景に、西はイギリス、東はインドに至るまでの広範囲にわたってライブを展開している。
「Boten Anna」の歌詞の内容をまったく変えた英語版「Now You're Gone」がヨーロッパ各国でチャート入りし成功を収める。また,この曲のミュージックビデオで主演する女性が元アダルトビデオの女優であることが後に発覚し話題になった。

## ディスコグラフィー

### アルバム
- The Bassmachine（2004年）
- LOL <(^^,)>（2006年）
- Now You're Gone - The Album (2008年)
- Bass Generation (2009年)
- Calling Time (2013年)

### コンピレーション・アルバム
- The Old Shit (2006年）
- The Early Bedroom Sessions (2012年)

### シングル
- The Big Show (2004年)
- Welcome to Rainbow (2006年)
- Boten Anna (2006)
- Vi sitter i Ventrilo och spelar DotA (2006)
- Jingle Bells (2006)
- Vifta med händerna (2006)
- Now You're Gone (2007)
- Please Don't Go (2008)
- All I Ever Wanted (2008)
- Angel in the Night (2008)
- Russia Privjet (Hardlanger Remix) (2008)
- I Miss You (2008)
- Walk on Water (2009)
- Al final (2009)
- Every Morning (2009)
- I Promised Myself (2009)
- Saturday (2010)
- Fest i hela huset (2011)
- Northern Light (2012)
- Dream on the Dancefloor (2012)
- Crash & Burn (2013)
- Calling Time (2013)
- Elinor (2013)
- Masterpiece (2018)
- Home (2019)
- Angels Ain't Listening (2020)
- Life Speaks to Me (2021)
- End the Lies (& Alien Cut) (2022)
- Ingen kan slå (Boten Anna) (Victor Leksell) (2023)